# Рашек, Карел
Карел Рашек (чеш. Karel Rašek; 25 июня 1861, Прага — 20 ноября 1918, Прага) — чешский живописец, иллюстратор, художник-панорамист, один из авторов панорамы Битва у Липан.

## Биография
В 1880—1884 годах обучался в Пражской Академии изящных искусств. В 1886 году перешёл на учёбу в Академию художеств в Мюнхене, где учился у профессора Карла Раупа. Продолжил обучение в Париже и Вене.
В 1887 году вернулся в Прагу, где вновь поступил в Академию и учился у Максимиллиана Пирнера. В 1892 году окончил Академию художеств в Праге.
Дружил с художником Людеком Марольдом, вместе с которым с 1897 года участвовал в создании гигантской панорамы «Битва при Липани 1434 года». Панорама площадью 1045 м² была выставлена на выставке архитектуры и техники 1898 года и стала самой большой картиной в Чехии.

## Творчество
Карел Рашек — художник-пейзажист, плакатист, иллюстратор, автор жанровых картин, часто изображал стариков, бедных людей и сказочных персонажей. В своей работе склонялся к модернистскому направлению при создании красочных, декоративных рисунков, которые выполнял с помощью специальной техники с использованием акварелей, темперы и пастели.

## Галерея

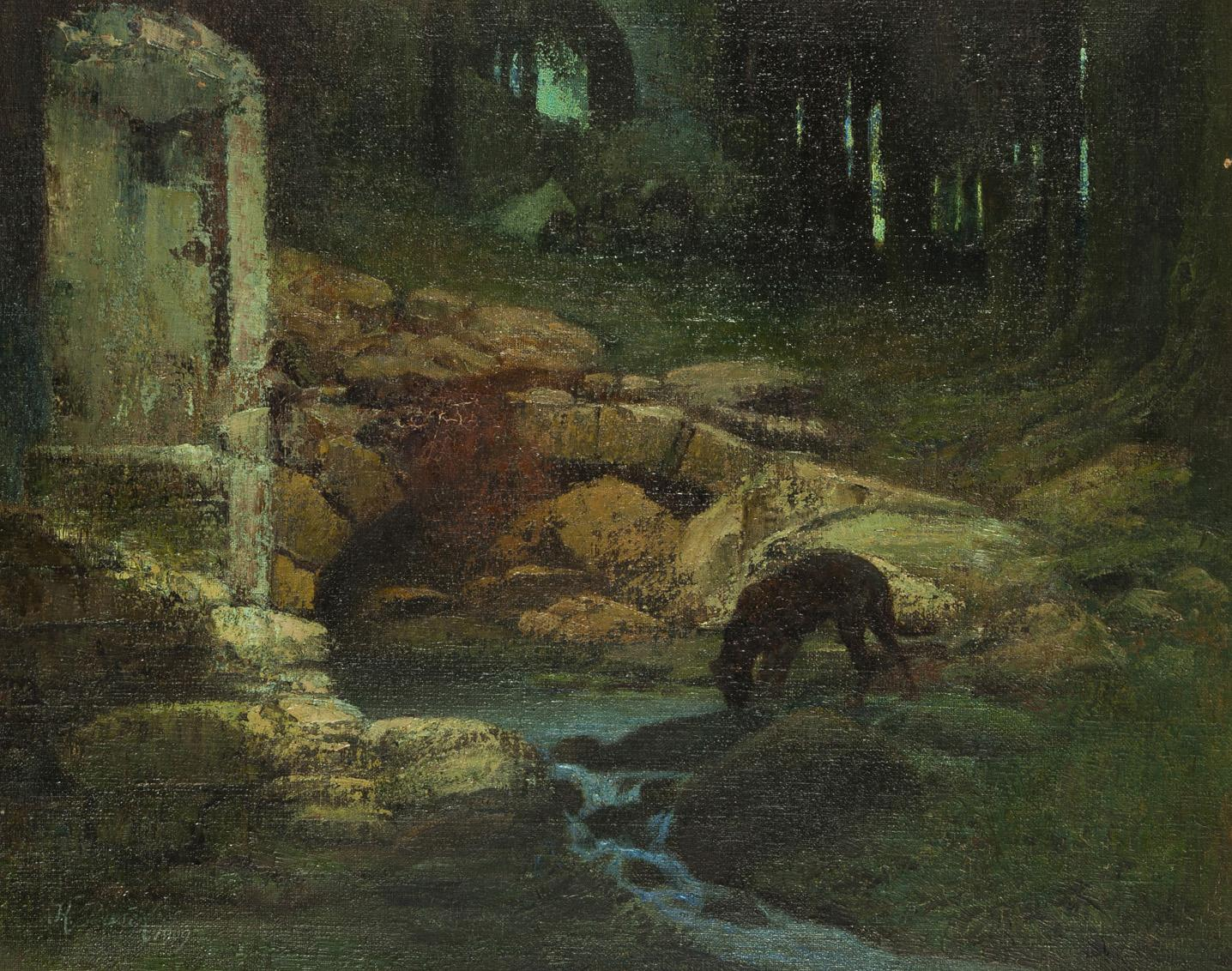
В лесу
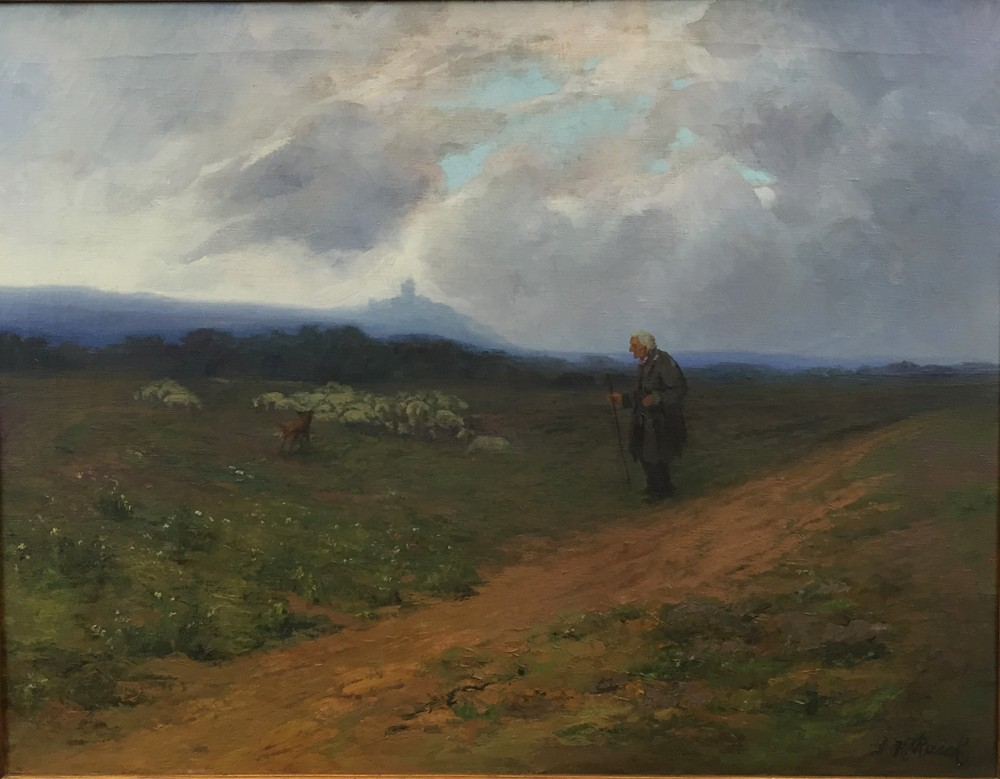
Пастух овец
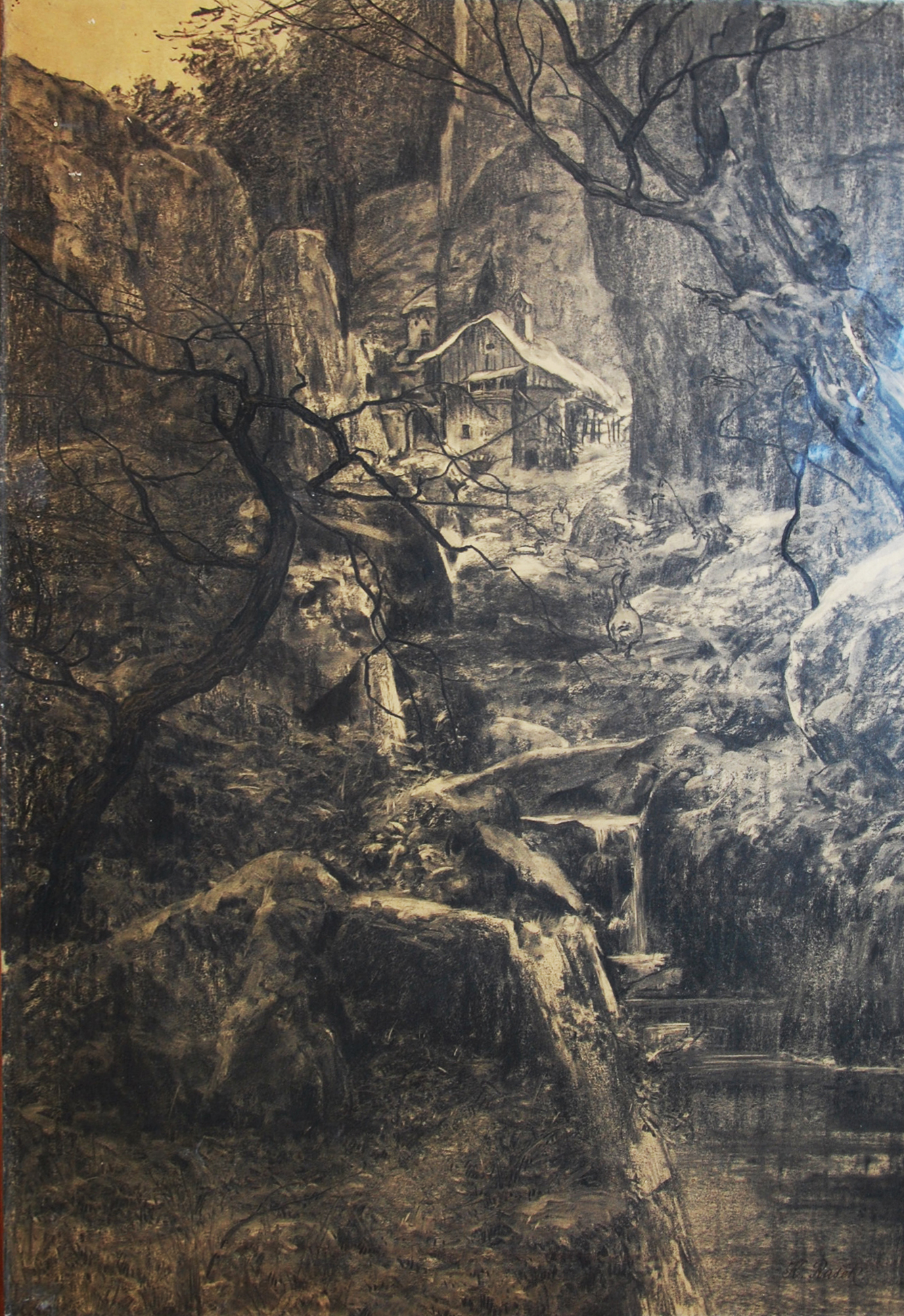
Лесной пейзаж с хижиной
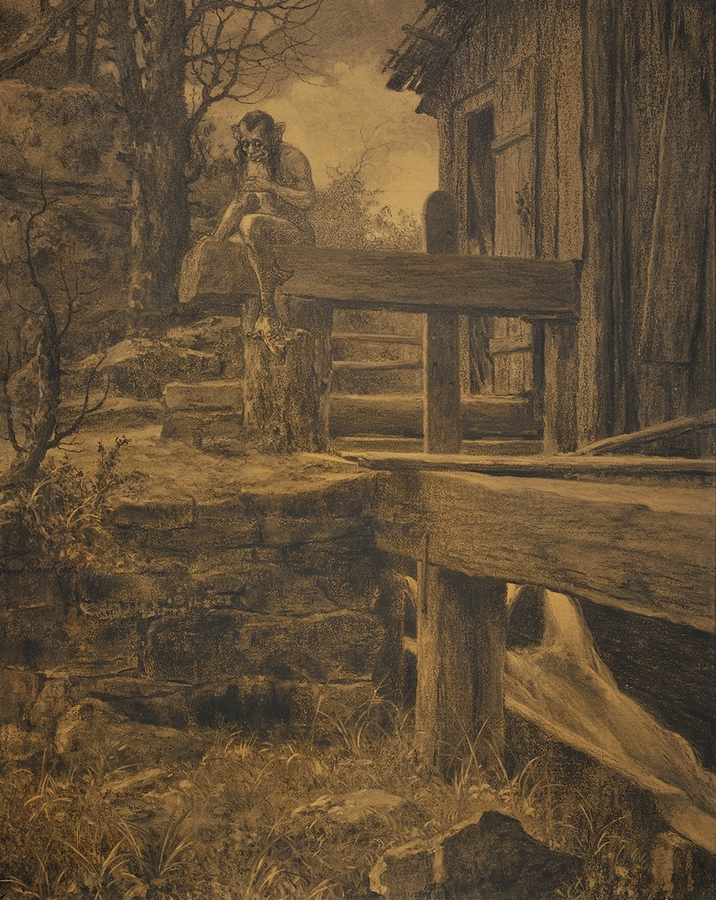
Водяной (1917)
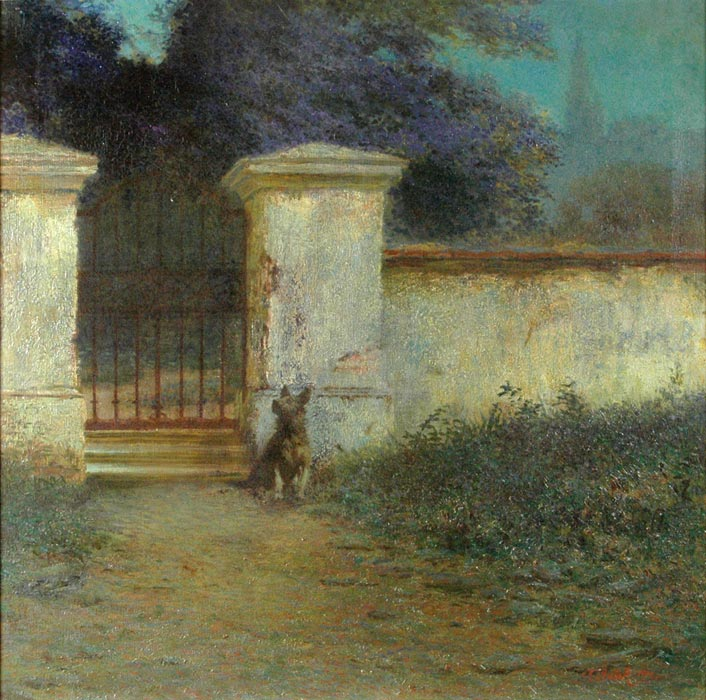
У заброшенного парка (1913)
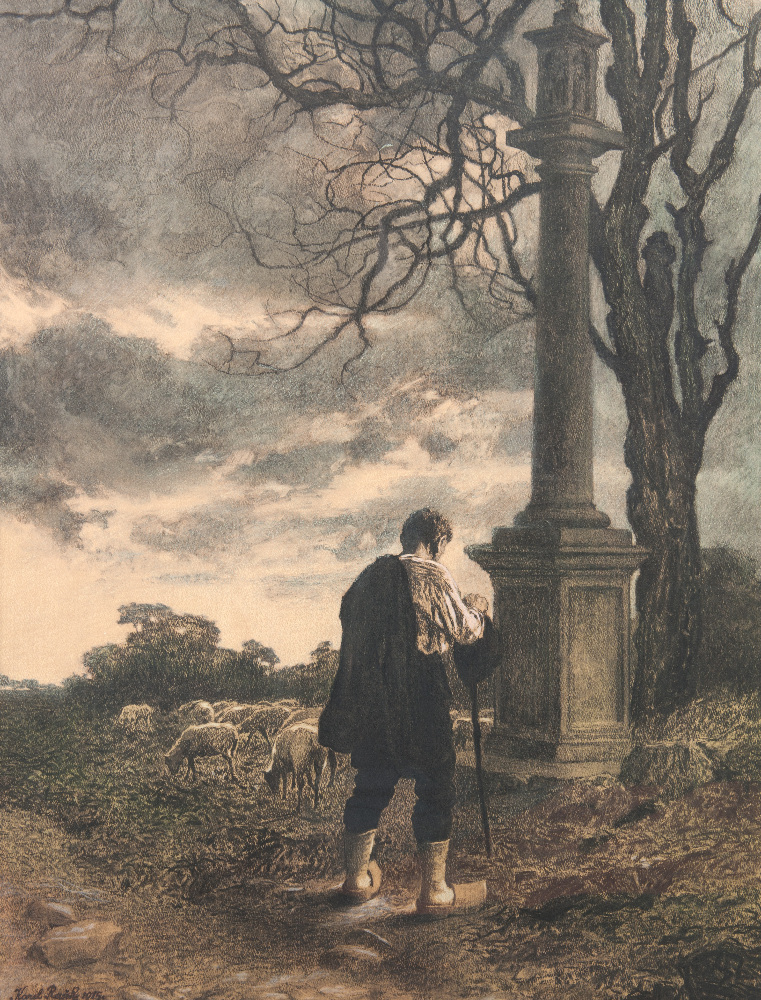
Молящийся пастух
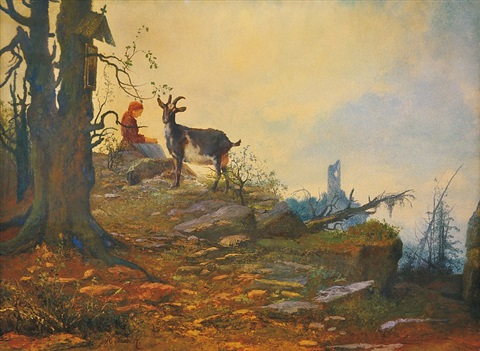
Ранний вечер на пастбище